# Barbara Taylor Bradford
Barbara Taylor Bradford (ur. 10 maja 1933 w Leeds, zm. 24 listopada 2024 w Nowym Jorku) – angielska pisarka. Zadebiutowała w 1979 powieścią Kariera Emmy Harte (ang. A Women of Substance).

## Życiorys

### Dzieciństwo
Barbara Bradford urodziła się w Leeds w hrabstwie Yorkshire jako jedyne dziecko Fredy i Winstona Taylor. Dorastała na przedmieściach Leeds. Uczęszczała do Town Street Church of England School (była w jednej klasie z Alanem Bennettem) oraz do Northcote School for Girls. W wieku dwudziestu lat była redaktorem mody w magazynie Woman's Own i edytowała kolumnę w London Evening News.

### Kariera
Jej pierwsza książka A Woman of Substance stała się bestsellerem po obu stronach Atlantyku, podobnie jak kolejne z jej 23 książek. Zostały sprzedane w nakładzie 81 milionów egzemplarzy w 90 krajach i przetłumaczone na 41 języków. Dziesięć z nich zostało zekranizowanych.
Była jedną z najbogatszych pisarek, tygodnik The Sunday Times w 2009 szacował jej majątek na 166 milionów funtów, co szacuje ją na 31. miejscu najbogatszych kobiet w Wielkiej Brytanii.
W 1999 została pierwszą żyjąca pisarką umieszczoną na znaczku pocztowym na Saint Vincent i Grenadynach. W 2003 została wprowadzona do Writers Hall of Fame of America. W 2007 została uhonorowana Orderem Imperium Brytyjskiego za wkład w rozwój brytyjskiej literatury.
W Polsce jej książki wydaje Wydawnictwo Dolnośląskie.

### Życie prywatne
Mieszkała i zmarła w Nowym Jorku. Jej mężem był Robert Bradford, producent telewizyjny.

### Saga Emmy Harte
- Kariera Emmy Harte (1979)
- Spadkobiercy Emmy Harte (1985)
- Być najlepszą (1988)
- Tajemnica Emmy (2003)
- Uśmiech losu (2005)
- Niepokonane (2005)
- Łamiąc zasady (Październik, 2011)

### Trylogia Deravenel
- Dynastia z Ravescar (2006)
- Spadkobiercy z Ravenscar (2007)
- Elizabeth (2008)

### Inne
- Voice of the Heart (1983)
- Act of Will (1986)
- The Woman in His Life (1990)
- Remember (1991)
- Angel (1993)
- Everything to Gain (1994)
- Dangerous to Know (1995)
- Love in Another Town (1995)
- Her Own Rules (1996)
- A Secret Affair (1996)
- Power of a Woman (1997)
- A Sudden Change of Heart (1999)
- Where you Belong (2000)
- Triumf Katie Byrne (2001)
- Trzy tygodnie w Paryżu (2002)